# 广西体育高等专科学校
广西体育高等专科学校是中华人民共和国的一所全日制公办普通高等体育类專科學校。位于广西壮族自治区南宁市兴宁区。学校由广西壮族自治区人民政府主办，并由广西壮族自治区体育局主管。

## 历史沿革
1956年6月，广西体育干部学校成立。1959年，升格为广西体育专科学校。1960年2月，升格为广西体育学院。進入1960年代後，受到中华人民共和国教育部《教育部直屬高等學校暫行工作條例》的影響，中共广西壮族自治区党委、廣西僮族自治區人民委員會决定調整自治区內高校數量，因此，广西体育学院亦于1962年停办。1974年，建立广西体育运动学校；1984年，广西壮族自治区人民政府根据国家体委《关于颁发体育运动学校办校方案的通知》恢复了大专层次的广西体育专科学校，并附设中专广西体育运动学校。1991年，该校与广西体育运动学校分开办学；1993年3月，学校更名为广西体育高等专科学校，建制延续至今。

## 现况
广西体育高等专科学校是一所以培养各类体育人才为主的职业大学；截至2022年，该校拥有教职员近300人，全日制在校生近1.2万人；开设了28个专科层次专业，分布在该校体育师范学院、体育运动学院、运动健康学院、体育管理学院、体育建筑学院、马克思主义学院、国际交流与通识教育学院、继续教育学院等8个教学单位内。李宁、吴数德、唐灵生、韦晴光、农群华等一些广西队、广西籍的体育世界冠军、奥运会冠军皆曾经在该校就读。